# نادي فياريجو
نادي فياريجو (بالإيطالية: Associazione Sportiva Dilettanistica Viareggio Calcio)‏ عادة ما يشار إليها ببساطة باسم فياريجو (بالإيطالية: Viareggio)‏، هو ناد كرة قدم إيطالي يقع في فياريدجو، توسكانا.